# Oberea curtilineata
Oberea curtilineata là một loài bọ cánh cứng trong họ Cerambycidae.